# Charles Rigon Matos
Charles Rigon Matos, noto semplicemente come Charles (Santiago, 19 giugno 1996), è un calciatore brasiliano, centrocampista del Corinthians.

## Caratteristiche tecniche
È un mediano.

## Carriera
Cresciuto nel settore giovanile dell'Internacional, ha esordito in prima squadra il 1º febbraio 2017 disputando l'incontro di Copa Sul-Minas-Rio vinto 2-1 contro il Brasil de Pelotas. Il 6 giugno 2018 ha invece debuttato nel Brasileiro giocando il match contro il San Paolo terminato 0-0.

## Statistiche

### Presenze e reti nei club
Statistiche aggiornate al 8 dicembre 2024.
| Stagione             | Squadra              | Campionato           | Campionato | Campionato | Coppe nazionali | Coppe nazionali | Coppe nazionali | Coppe continentali | Coppe continentali | Coppe continentali | Altre coppe | Altre coppe | Altre coppe | Totale | Totale |
| Stagione             | Squadra              | Comp                 | Pres       | Reti       | Comp            | Pres            | Reti            | Comp               | Pres               | Reti               | Comp        | Pres        | Reti        | Pres   | Reti   |
| -------------------- | -------------------- | -------------------- | ---------- | ---------- | --------------- | --------------- | --------------- | ------------------ | ------------------ | ------------------ | ----------- | ----------- | ----------- | ------ | ------ |
| 2016                 | Internacional        | A                    | -          | -          |                 | -               | -               |                    | -                  | -                  |             | -           | -           | -      | -      |
| 2017                 | Internacional        | CG+B                 | 7+17       | 0          | CB              | 3               | 1               |                    | -                  | -                  | PLB         | 3           | 1           | 30     | 2      |
| 2018                 | Internacional        | CG+A                 | 5+2        | 0          | CB              | -               | -               |                    | -                  | -                  |             | -           | -           | 7      | 0      |
| Totale Internacional | Totale Internacional | Totale Internacional | 31         | 0          |                 | 3               | 1               |                    | -                  | -                  |             | 3           | 1           | 37     | 2      |
| 2019                 | Sport Recife         | CP+B                 | 12+34      | 3          | CB              | 1               | 0               |                    | -                  | -                  |             | -           | -           | 47     | 3      |
| 2020                 | Ceará                | CC+A                 | 6+31       | 3          | CB              | 9               | 0               |                    | -                  | -                  | CN          | 9           | 0           | 55     | 3      |
| 2021                 | Ceará                | CC+A                 | 1+6        | 0          | CB              | 2               | 0               | CS                 | 6                  | 0                  | CN          | 6           | 0           | 21     | 0      |
| Totale Ceará         | Totale Ceará         | Totale Ceará         | 44         | 3          |                 | 11              | 0               |                    | 6                  | 0                  |             | 15          | 0           | 76     | 3      |
| 2021-2022            | Midtjylland          | SL                   | 23         | 1          | CD              | 7               | 1               | UCL+UEL+UCL        | 3+4+2              | 0                  |             | -           | -           | 39     | 2      |
| 2022-2023            | Midtjylland          | SL                   | 20         | 0          | CD              | 2               | 0               | UCL+UEL            | 3+3                | 0                  |             | -           | -           | 28     | 0      |
| 2023-2024            | Midtjylland          | SL                   | 27         | 4          | CD              | 2               | 3               | UECL               | 5                  | 0                  |             | -           | -           | 34     | 7      |
| Totale Midtjylland   | Totale Midtjylland   | Totale Midtjylland   | 70         | 5          |                 | 11              | 4               |                    | 20                 | 0                  |             | -           | -           | 101    | 9      |
| 2024                 | Corinthians          | A                    | 13         | 1          | CB              | 5               | 0               | CS                 | 6                  | 0                  |             | -           | -           | 24     | 1      |
| Totale carriera      | Totale carriera      | Totale carriera      | 204        | 12         |                 | 31              | 5               |                    | 32                 | 0                  |             | 18          | 1           | 288    | 18     |

## Palmarès

### Club

#### Competizioni nazionali
- Coppa di Danimarca: 1

Midtjylland: 2021-2022
- Campionato danese: 1

Midtjylland: 2023-2024

#### Competizioni statali
- Campionato paulista: 1

Corinthians: 2025